# L'Humilité
Pour les articles homonymes, voir Humilité.
L'Humilité (L'umiltà) est une nouvelle de Dino Buzzati, incluse dans le recueil Le K publié en 1966.

## Résumé
Le père Célestin est un ermite qui a choisi pour isolement le cœur de la ville. Il a un confessionnal dans un vieux camion où il écoute les plaintes et les peines des paroissiens. Un jour arrive un prêtre qui vient se confesser.
Le prêtre s'accuse de ressentir quand on le nomme « mon père » une satisfaction qui lui semble être un péché d'orgueil. Le père Célestin n'y voit pour sa part qu'un excès de scrupule et l'absout volontiers.
Le prêtre revient au fil des années, s'accusant de la même satisfaction pécheresse quand il s'entend nommer plus tard « monseigneur », puis « votre excellence ». Le religieux semble avoir si peu confiance en lui et est si semblable au novice de la première rencontre que le père Célestin n'y voit qu'un prêtre un peu simplet dont les paroissiens se moquent sans grande charité en le nommant ainsi, et l'absout de même.
Lorsque le prêtre revient par la suite, le père Célestin lui demande si par hasard le nouveau péché dont il vient s'accuser n'est pas une satisfaction excessive d'être nommé « votre sainteté » par son entourage. Le prêtre avoue que oui, et Célestin l'absout à nouveau en se disant que l'entourage du pauvre prêtre exagère.
Devenu âgé, l'ermite Célestin se rend à Rome pour y voir au moins une fois le pape avant de mourir. Il reconnaît en celui-ci le prêtre qu'il a absous auparavant.